# Adriana Hoffmann
Adriana Hoffmann Jacoby (Santiago, 1940-20 de marzo de 2022) fue una bióloga y botánica chilena, especializada en temas de botánica y ecología. Además, fue escritora y coautora de diversos libros sobre la flora, las plantas medicinales y los recursos biogeográficos de Chile, promotora de la defensa del bosque nativo y exdirectora ejecutiva de la Comisión Nacional del Medio Ambiente, CONAMA, entre marzo de 2000 y octubre de 2001.

## Biografía
Fue hija de Franz Hoffmann, médico fisiólogo, y de Helena Jacoby, más conocida como Lola Hoffmann, también fisióloga y psiquiatra de amplia labor terapéutica y pionera en Chile en el análisis de los sueños.
Estudió Agronomía en la Universidad de Chile, carrera que no terminó debido a que la encontraba muy técnica. Luego acompañó a su madre a Alemania, donde fue a profundizar sus estudios. Allá Adriana se enfocó en la botánica. Más tarde creó la fundación Yendegaia.
Desde 1992 trabajó como coordinadora de la organización Defensores del Bosque, promoviendo la preservación de las especies nativas. En 1997 fue reconocida por la ONU como una de las 25 líderes ambientalistas de la década de 1990 y, en 1999, obtuvo el Premio Nacional de Medio Ambiente en la categoría de Educación Ambiental, otorgado por la Comisión Nacional del Medio Ambiente (CONAMA). (Actual Ministerio de Medioambiente). Fue directora de esta misma comisión entre marzo de 2000 y octubre de 2001.
En 2000 representó a Chile en la COP 6. En 2003 recibió el Premio Luis Oyarzún de la Universidad Austral por la armonía con la naturaleza. Hasta julio de 2012, había identificado y nombrado 106 nuevas especies de Cactaceae. En 2015 se creó la Academia de Formación Ambiental «Adriana Hoffmann».
Entre sus obras se encuentran La tragedia del bosque chileno, con textos y fotografías acerca de la tala ilegal o al borde de la ilegalidad de bosques nativos de Chile, y guías de reconocimiento de árboles y arbustos como la titulada Flora silvestre de Chile. Zona araucana.
Falleció el 20 de marzo de 2022.

## Obras
- 2004, Cactáceas en la flora silvestre de Chile: una guía para la identificación de los cactos que crecen en el país. Ediciones Fundación Claudio Gay.
- 2003. Plantas medicinales de uso común en Chile. 275 pp.
- 2001. Flora nativa chilena. Colección Voces del Bosque. Editor Defensores del Bosque Chileno, 66 pp. ISBN 9567721351.
- 2000. Enciclopedia de Los Bosques Chilenos: Conservación, Biodiversidad, Sustentabilidad. Colección Voces del Bosque. Edición ilustrada de Defensores del Bosque Chileno, 351 pp. ISBN 9567721238.
- 1998, El Árbol Urbano en Chile. Ediciones Fundación Claudio Gay.
- 1997. Ecología e historia natural de la zona central de Chile. Colección Bosqueduca. Con Malú Sierra, Magdalena Donoso. Editor Defensores del Bosque Chileno, 94 pp. ISBN 9567721017.
- 1991. Flora silvestre de Chile, zona araucana: una guía ilustrada para la identificación de las especies de plantas leñosas del sur de Chile entre el río Maule y el seno de Reloncaví. Ediciones Fundación Claudio Gay.
- 1990. De cómo Margarita Flores puede cuidar su salud y ayudar a cuidar el planeta.
- 1979. Flora Silvestre de Chile de la Zona Central.

## Honores
- Premio Luis Oyarzún[7]
- La abreviatura «A.E.Hoffm.» se emplea para indicar a Adriana Hoffmann como autoridad en la descripción y clasificación científica de los vegetales.[10]